# Calendário cósmico

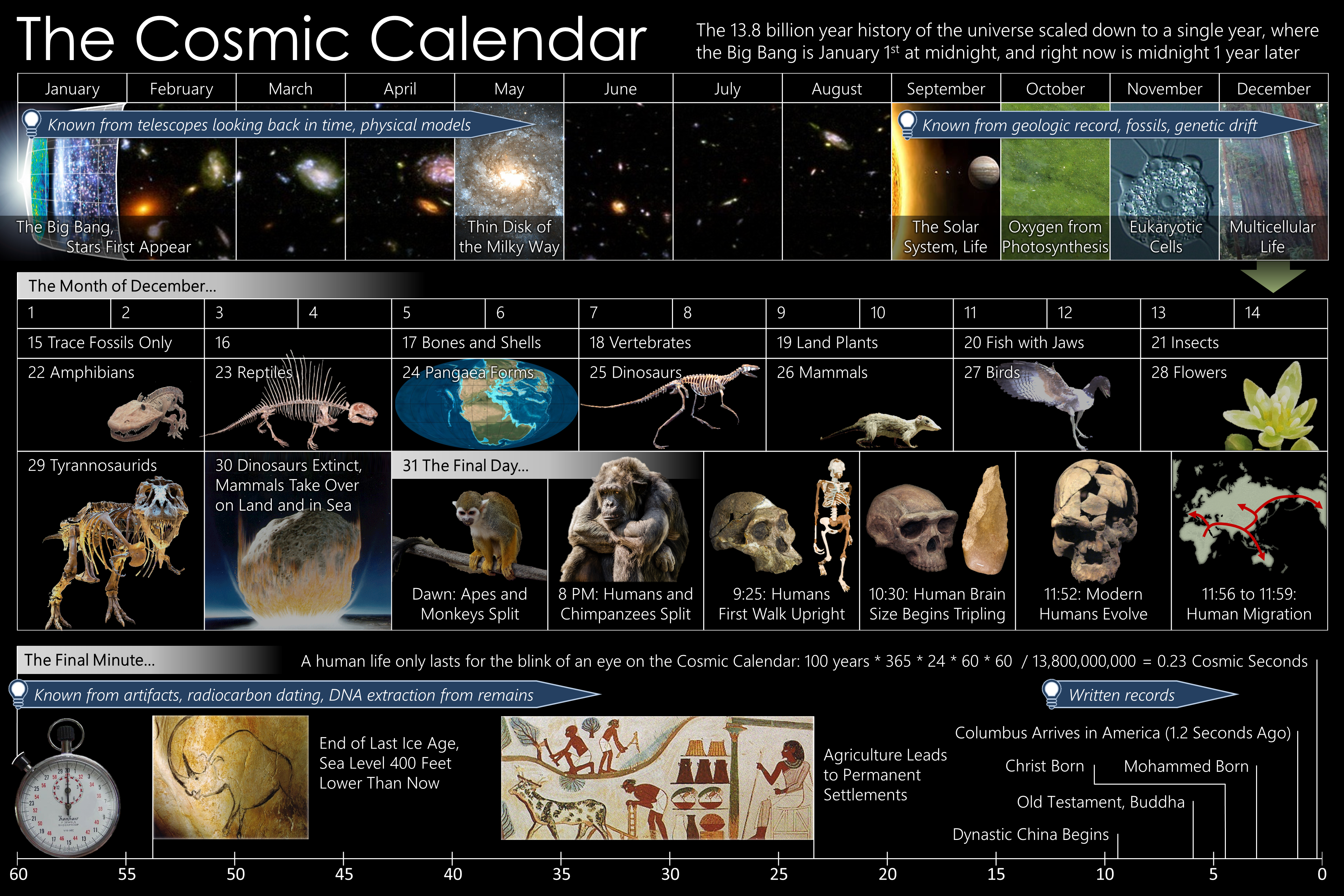
Calendário cósmico

O Calendário Cósmico é um método para visualizar o tempo de vida do universo, comparando tudo que existe  a um calendário anual, ou seja, o Big Bang ocorreu no primeiro de janeiro cósmico, exatamente à meia-noite e o tempo presente é às 23 h 59 min 59 s do dia 31 de Dezembro. Neste calendário, o sistema solar não é exibido até 09 de setembro, a vida na Terra vem a 30 desse mês, os dinossauros apareceram pela primeira vez em 25 de dezembro e as primeiras primatas em 30. Os mais primitivos Homo sapiens não chegaram até dez minutos antes da meia-noite do último dia do ano, e toda a história humana ocupa apenas os últimos 21 segundos. Nesta escala do tempo, a meia-idade humana são 0,15 segundos. Permite ter uma noção relativa de diversos fenômenos nos 13,8 bilhões de anos desde o Big Bang. O calendário cósmico tem como objetivo de abreviar ou resumir metaforicamente em um ano toda a historia do universo, desde o inicio do Big Bang aos dias atuais
Essa escala foi popularizada por Carl Sagan em seu livro Os Dragões do Éden e na série de televisão Cosmos, que ele apresentava.

## O Ano Cósmico

### Big Bang
- 01 de janeiro - Big Bang.
- 27 de Maio/Março - Forma-se a Via Láctea.
- 09 de setembro - Forma-se o Sistema Solar.
- 14 de setembro - Forma-se a Terra.
- 16 de setembro - As rochas mais antigas conhecidas na Terra.

### O nascimento da vida
- 25 de setembro - Vida na Terra.
- 09 de outubro - Fósseis mais velhos.
- 01 de novembro - Surgimento dos primeiros seres dioicos.
- 12 de novembro - Os mais antigos fósseis plantas fotossintéticas.
- 15 de novembro - Os eucariontes floresceram.
- 01 de dezembro - Se começa a formar a atmosfera terrestre de oxigênio.
- 17 de dezembro - Surge os seres multicelulares, os primeiros invertebrados.
- 18 de Dezembro - Primeiro plâncton oceânico.
- 19 de dezembro - Apareceram os peixes e os vertebrados.
- 20 de dezembro - Apareceram os Tracheobionta. As plantas começam a colonização da terra.
- 21 de dezembro - Apareceram os insetos, os animais começam a colonização da terra.

### O domínio dos gigantes
- 22 de dezembro - Apareceram os anfíbios e insetos alados.
- 23 de dezembro - Aparecem as árvores e répteis.
- 24 de Dezembro - Os dinossauros aparecem e dominam a Terra por 160 milhões de anos.
- 26 de dezembro - Primeiros mamíferos.
- 27 de dezembro - Primeiras aves, primeiras flores.

### A extinção em massa
- 28 de dezembro - Extinção masiva do Cretácico-Terciário, muitas formas de vida morreram, incluindo os dinossauros.

### O domínio dos primatas
- 29 de dezembro - Primeiros primatas.
- 30 de dezembro - A evolução do cérebro dos primeiros primatas, hominídeos.
- 31 de Dezembro Hora 13.30.00 - Antepassados dos macacos e dos homens.
- 31 de Dezembro Hora 22.30.00 - Apareceram os primeiros humanos.
- 31 de Dezembro Hora 23.00.00 - Uso de ferramentas de pedra.
- 31 de Dezembro Hora 23.46.00 - A domesticação do fogo.
- 31 de Dezembro Hora 23.56.00 - O mais recente período glacial.
- 31 de Dezembro Hora 23.59.00 - Pintura rupestre na Europa.
- 31 de Dezembro Hora 23.59.20 - Agricultura.
- 31 de Dezembro Hora 23.59.35 - Civilização Neolítica

### Começa a história
- 31 de Dezembro Hora 23:59:49: Fim da pré-história e o início da história, as dinastias de Suméria, Ebla e Egito, a Astronomia.
- 31 de Dezembro Hora 23:59:50: Alfabeto, inventa-se a roda, Império Acádio.
- 31 de dezembro Hora 23:59:51: Código de Hamurabi (Babilônia), Reino Médio do Egito.
- 31 de Dezembro Hora 23:59:52: Metalurgia do Bronze, a civilização micênica, Guerra de Troia, os olmecas, O Surgimento do Estado Chinês
- 31 de Dezembro Hora 23:59:53: Metalurgia do Ferro, o Império Assírio, Reino de Israel, fundação de Cartago.

### Imperadores e deuses
- 31 de Dezembro Hora 23:59:54: O nascimento de Buda e Confúcio, a China da Dinastia Qin, a Atenas de Péricles, o Estado da Índia de Aśoka, as Sagradas Escrituras Rig Veda foram concluídas.
- 31 de Dezembro Hora 23:59:55: A geometria euclidiana, a física de Arquimedes, a astronomia de Ptolomeu, os Jogos Olímpicos gregos, o Império Romano, nascimento de Cristo.
- 31 de Dezembro Hora 23:59:56: O nascimento de Maomé, o zero e os decimais inventados em aritmética, Índia, Roma cai, as conquistas muçulmanas.
- 31 de Dezembro Hora 23:59:57: A civilização maia, a Dinastia Sung da China, o Império Bizantino, invasão mongólica, as cruzadas.

### Viagens do descobrimento
- 31 de Dezembro Hora 23:59:58: Viagens do descobrimento de Europa e da Dinastia Ming da China, Colombo chega a América, a Renascença na Europa.

### O último segundo
- 31 de Dezembro Hora 23:59:59: Começo da cultura moderna, o desenvolvimento da Ciência e tecnologia, a Revolução Francesa, a Primeira Guerra Mundial, a Segunda Guerra Mundial, o Apollo XI chega à Lua, as naves espaciais a exploração planetária, a busca de vida extraterrestre.